# Liz Phair
Liz Phair (New Haven, Connecticut, 17 de abril de 1967) é uma cantora-compositora norte-americana indicada ao Grammy, conhecida pelo seu primeiro álbum "Exile In Guyville", eleito, pela Rolling Stone, um dos 500 melhores álbuns da história.

## Pré-carreira, infância e Girly Sound
Liz Phair nasceu em New Haven, no estado de Connecticut. Assim como seu irmão mais velho, Philip, foi adoptada e criada em Winnetka, no estado de Illinois. Formou-se em Artes em 1990, e era vendendo desenhos na rua que se sustentava, antes de fazer sucesso. As suas raízes musicais firmaram-se quando ela conheceu o guitarrista da banda Come, Chris Brokaw. Foi o próprio que encorajou Phair a gravar suas canções, após ouvi-las numa visita a San Francisco. Phair não gosta de falar sobre este período de sua vida, ela mesma o chama de "anos perdidos" e um tempo em que ela experimentou "vários estilos de vida".
Phair acabou voltando a Chicago, depois de passar um período em San Francisco. Ao voltar começou a escrever e gravar músicas, com o pseudônimo de Girly Sound. Phair se familiariza com bandas conhecidas da cena independente em Chicago, porém, não se apresentava, devido ao seu medo de palco, e só viria a se apresentar ao vivo em 1994. Fazendo amizade com pessoas do ramo, ela iria regravar as músicas das Fitas Girly Sound na gravadora de John Henderson, mas, depois de várias discussões entre os dois, isso não ocorreu.

## Contrato com a Matador Records
Liz queria fazer parte da melhor gravadora independente que tinha na época, seu amigo Brad Wood. Então ela enviou seis músicas das fitas Girly Sound para o presidente da gravadora Gerard Cosloy. Cosloy já havia visto várias críticas positivas às fitas de Phair, e resolveu assinar o contrato (note-se que a gravadora não tinha costume de contratar pessoas que Gerard não conhecia). De acordo com o próprio, tocava as músicas de Phair para amigos e colegas, afirmando que elas eram músicas inteligentes e divertidas.
Gerard adiantou US$ 3 000, a pedido de Phair e a mesma começou a trabalhar nas músicas que se tornariam as dezoito do seu Debut "Exile in Guyville".

### Exile In Guyville
O disco foi gravado durante 1992 e foi produzido por Brad Wood, amigo de Phair, que também produziria "Whip-Smart" e "Whitechocolatespaceegg". Várias canções das fitas Girly Sound foram regravadas. Algumas com pequenas alterações como "Fuck & Run", "Divorce Song" e "Flower", e outras com mudanças drásticas como "Girls! Girls! Girls!". Além destas, outras músicas inéditas foram gravadas no disco.
Em 1993 era lançado o debut de Phair "Exile in Guyville". O álbum foi elogiado pela crítica e pelo público.[carece de fontes?] O disco falava basicamente de relacionamentos, mas muitas vezes o sexo explícito era citado, principalmente em "Flower", que se tornou uma das músicas mais conhecidas do CD. Outros destaques como "Fuck & Run", "Divorce Song" e "Stratford-On-Guy" também receberam atenção. Em Guyville, Phair descrevia mulheres diferentes, em situações diferentes. A voz grave de Liz era considerada única por profissionais, ao lado de suas músicas.
Exile In Guyville foi considerado pelos críticos o melhor álbum da cena independente de Chicago no início dos anos 1990, e um dos melhores álbuns indies de todos os tempos.
Em algumas entrevistas Phair disse que o álbum é uma resposta música-por-música de Exile on Main St. dos Rolling Stones. Críticos e fãs não conseguiram relacionar os dois discos, apesar de Phair continuar afirmando.[carece de fontes?]
Em 2008, como parte do aniversário de 15 anos do projeto, "Exile" foi re-lançado pela ATO Records. O álbum, que se encontrava fora de impressão, passou a ser comercializado mais uma vez.
Exile in Guyville vendeu  mais de 450 000 cópias.

### Era Whip-Smart
Em 1994, Liz já trabalhava em seu segundo álbum, "Whip-Smart". O Primeiro Single "Supernova", conseguiu entrar no top 10 da "Billboard Modern Rock Tracks", e chegar à #78 na "Billboard Hot 100", sendo o primeiro hit de sua carreira.
Antes do lançamento, Liz foi capa da Rolling Stone, com a legenda "A Rockstar Is Born". O álbum foi realizado em setembro de 1994. "Whip-Smart" foi recebido positivamente por profissionais, apesar de não serem ótimas como as de "Exile In Guyville". O problema era que os críticos esperavam uma continuação do anterior, mas Phair veio com algo um pouco mais produzido. Mesmo assim ele entrou em listas dos melhores do ano de 1994, incluindo o top 10 da Village Voice. Supernova foi indicada ao Grammy De "Melhor Vocal Feminino (Rock)" & Liz se tornou um nome grande no mundo da música. O CD continua sendo o mais vendido de sua carreira e da história da Matador Records. Além disso, Phair gravou uma música para a trilha do filme "Higher Learning" e esta rendeu-lhe sua segunda indicação ao Grammy, na mesma categoria que Supernova concorreu um ano antes.
Até Hoje Whip-Smart vendeu  mais de 600 000 cópias.

### Whitechocolatespaceegg
Em 1995 Phair se casou com Jim Staskauskas, teve um filho com ele, James Nicholas. Esses dois fatos foram decisivos para o Terceiro álbum dela. O álbum basicamente fala sobre: casamento & maternidade (além de abordar relacionamentos). A Matador Records não ficou muito contente, eles notaram que uma Liz mais madura, faria com que ela deixasse de abordar alguns temas que ela abordava em seus trabalhos anteriores, o álbum foi rejeitado. Então Phair Escreveu outras músicas, e editou algumas, para que elas fossem mais acessíveis. Polyester Bride foi Lançado como single, não conseguiu o sucesso de Supernova, mas conseguiu uma boa circulação. O Álbum Foi Lançado & a crítica notou uma certa maturidade nas músicas, o álbum foi recebido positivamente, alguns disseram que era um projeto mais forte liricamente do que Whip-Smart. Phair Promoveu o álbum no lendário Lilith Fair.
Whitechocolatespaceegg vendeu  mais de 320 000 cópias.

## Contrato com a Capitol Records e Liz Phair no século XXI

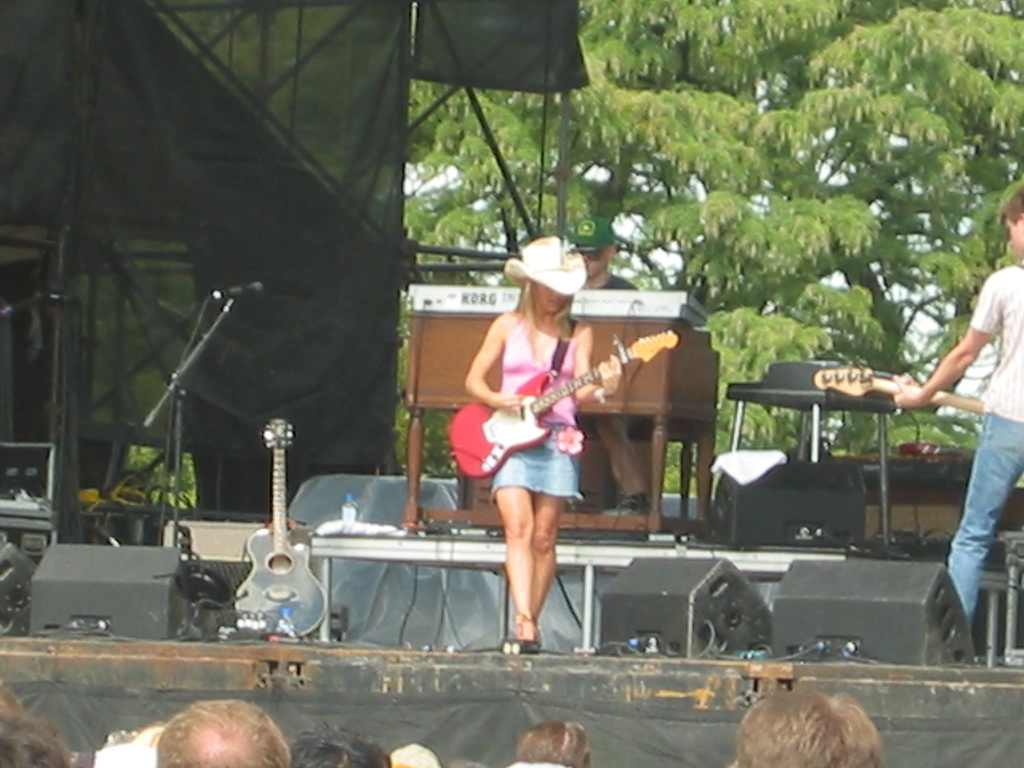
Liz Phair at ACL Fest 2003

Depois de acabar seu contrato com a Matador Records, Liz ficou um tempo sem lançar um novo projeto. Divorciou-se do seu então marido, Jim Staskauskas e assinou com a Capitol Records. A mudança de estilo foi notada pelos fãs e pela critica.
Quando as gravações foram encerradas, o primeiro single foi lançado nas rádios: "Why Can't I?". O single tornou-se o maior sucesso de Liz até hoje, chegando na posição #32, na Billboard Hot 100. Alguns atribuem o sucesso do single ao filme De Repente 30, aonde esteve na trilha sonora. O álbum em que a música se encontrava, o autointitulado Liz Phair foi lançado em 24 De Junho de 2003, dez anos depois de Exile in Guyville. A crítica bombardeou o álbum, dizendo que ela havia traído seus fãs mudando repentinamente de estilo. New York Times brincou apelidando álbum de "Exile in Avrilville". Outros gostaram da mudança como Robert Christgau que deu 'A' para o álbum. Reviews mistos vieram de revistas como a Rolling Stone, que dependia apenas dos fãs, para transformar o álbum em um hit. Slant Magazine foi mais positiva aprovando a mudança. Em sites como o Amazon e Itunes, onde as pessoas dão sua opinião sobre CDs, falaram que era uma vergonha uma mulher de 36 anos tentar ser uma adolescente, e foi Phair rendeu comparações até com Hilary Duff. Outro problema para eles, era que Liz falava de relacionamentos de uma maneira inteligente em seus álbuns anteriores e nesse ela estava "implorando" para uma pessoa ficar com ela ("Rock Me").
O segundo single "Extraordinary", debutou na Bubbling Under em #111. Todo o apelo do álbum funcionou, o CD vendeu mais que seu anterior, e é considerado o mais acessível de sua carreira.
Até hoje Liz Phair vendeu  mais de 600 000 cópias.

### Somebody's Miracle
Liz lançou seu quinto álbum em outubro de 2005. A crítica viu que ela estava tentando reconquistar fãs da era-Guyville. Somebody's Miracle começou como uma resposta música-por-música de "Songs In The Key Of Life" do Stevie Wonder, porém, apenas parte do material foi incluído no álbum. Somebody's Miracle recebeu críticas mistas, mesmo fazendo um som menos Pop, do que seu anterior. Rolling Stone disse: "como uma cantora genial, inteligente e divertida pode se transformar em uma cantora tão medíocre?" e "mesmo fazendo algo folk, Liz Phair continua no Pop". Mesmo assim o disco agradou fãs, o problema das vendas foi que nenhum single decolou, como no CD anterior e o projeto não era apelativo. O resultado foram vendas fracas. Foi último disco gravado por Phair na Capitol.
Somebody's Miracle vendeu mais de 150 000 cópias.

### Mudança de Gravadora, Guyville & Novos Projetos
Em 2008, um contrato foi assinado com a ATO Records. Phair relançou e remasterizou Guyville (Que estava no momento sem ser impresso). Foi lançado em CD, vinil e pela primeira vez, digitalmente. 4 novas música fariam parte deste projeto, sendo: "Ant In Alaska", "Wild Thing", "Say You" e "Instrumental". Porém, como "Wild Thing" tinha seus direitos autorais a uma outra gravadora, apenas as outras três permaneceram. Um DVD também foi lançado com o re-lançamento: "Guyville Redux", neste DVD, Phair voltar para a cena independente dos anos 1990, e nos mostra como tudo aconteceu, incluindo, entrevistas exclusivas com produtores e artistas indies que marcaram a cena Indie Americana, como Steve Albini, famoso produtor do Nirvana e de PJ Harvey, que na época, odiou Guyville. O lançamento é justificado, pelos 15 anos de "Guyville" e foi lançado em 24 de Junho de 2008 nos Estados Unidos. Ainda não se sabe se o álbum será lançado em outros países.
Phair também estava gravando um novo disco, cujo lançamento era esperado em 2009.
Recentemente Liz concedeu uma entrevista para a Rolling Stone e disse que em seu novo CD voltará para seu estilo antigo, que acha que não é por acidente, e sim porque ela se encontra em uma nova gravadora Indie. Também disse que sua fase Pop foi pelo fato de várias mudanças em sua vida, e que se há 5 anos atrás tivessem feito um pedido para relançar Guyville, ela teria recusado. Disse que era uma fase em que ela corria de Guyville. Também falou que seu álbum "Liz Phair" deixou de ser um álbum dela para ser dos críticos, e que eles usaram isso contra ela de uma maneira estranha. Ainda comentou que ligava para criticas que recebia durante sua curta passagem na música Pop, parou de ler jornais devido a isso, e que atrapalhava seu processo de composição. Falou que aprendeu muito durante sua estadia na Capitol e que ainda canta e gosta de suas músicas feitas durante este período. Falou também que durante as filmagens do documentário, se lembrou de como parte da Cena Indie dos anos 1990 e que se considera uma outsider, que sempre teve amigos em vários círculos sociais.

## Discografia

### Álbuns
| Ano  | Nome                   | Billboard 200 | Vendas   | Certificação |
| ---- | ---------------------- | ------------- | -------- | ------------ |
| 1993 | Exile in Guyville      | #196          | +500 000 | Gold         |
| 1994 | Whip-Smart             | #27           | +600 000 | Gold         |
| 1998 | Whitechocolatespaceegg | #35           | +450 000 | Nenhuma      |
| 2003 | Liz Phair              | #27           | +435 000 | Nenhuma      |
| 2005 | Somebody's Miracle     | #46           | +260 000 | Nenhuma      |
| 2010 | Funstyle               | #150          | +200 000 | Nenhuma      |

### EPs
| Ano  | Nome         |
| ---- | ------------ |
| 1992 | Carnivore EP |
| 1995 | Juvenilia    |
| 2003 | Comeandgetit |

### Singles
| Year | Song                                            | U.S. Hot 100 | U.S. Top 40 Tracks | U.S Modern Rock Tracks | U.S. Adult Top 40 | U.S. Hot Digital Tracks | Álbum                  |
| ---- | ----------------------------------------------- | ------------ | ------------------ | ---------------------- | ----------------- | ----------------------- | ---------------------- |
| 1993 | "Never Said"                                    | -            | -                  | -                      | -                 | -                       | Exile In Guyville      |
| 1993 | "Stratford-On-Guy"                              | -            | -                  | -                      | -                 | -                       | Exile In Guyville      |
| 1994 | "Supernova"                                     | 78           | -                  | 6                      | -                 | -                       | Whip-Smart             |
| 1995 | "Whip-Smart"                                    | -            | -                  | 24                     | -                 | -                       | Whip-Smart             |
| 1995 | "Jealousy"                                      | -            | -                  | -                      | -                 | -                       | Whip-Smart             |
| 1998 | "Polyester Bride"                               | -            | -                  | -                      | -                 | -                       | Whitechocolatespaceegg |
| 2002 | "Soak Up The Sun" (colaboração com Sheryl Crow) | 17           | 15                 | -                      | 1                 | -                       | C'mon C'mon            |
| 2003 | "Why Can't I?"                                  | 32           | 10                 | -                      | 7                 | 20                      | Liz Phair              |
| 2003 | "Insanity"                                      | -            | -                  | -                      | -                 | 5                       | iTunes-only release    |
| 2004 | "Extraordinary"                                 | 111*         | 28                 | -                      | 14                | -                       | Liz Phair              |
| 2005 | "Everything to Me"                              | -            | -                  | -                      | 27                | -                       | Somebody's Miracle     |
| 2012 | "And He Slayed Her"                             | -            | -                  | -                      | -                 | -                       | Funstyle               |

## Grammy Awards
| Ano  | Categoria               | Música          | Resultado Final |
| ---- | ----------------------- | --------------- | --------------- |
| 1995 | Best Female Rock Vocals | Supernova       | Indicação       |
| 1996 | Best Female Rock Vocals | Don't Have Time | Indicação       |

## Trilhas Sonoras
Títulos em Inglês ou Português.
| Ano  | Filme                         | Música                |
| ---- | ----------------------------- | --------------------- |
| 1994 | Amateur                       | Girls!Girls!Girls!    |
| 1995 | Higher Learning               | Don't Have Time       |
| 1996 | Walking & Talking             | Go West               |
| 1996 | Beleza Roubada                | Rocket Boy            |
| 1996 | Kids In The Hall: Brain Candy | Six Dick Pimp         |
| 1997 | Perseguindo Amy               | California            |
| 1997 | First Love, Last Rites        | Erecting A Movie Star |
| 1998 | O Encantador De Cavalos       | Chopsticks            |
| 1999 | Ela É Demais                  | Baby Got Going        |
| 2000 | Alta Fidelidade               | Baby Got Going        |
| 2001 | Julie Johnson                 | Uncle Alvarez         |
| 2003 | Aos 13                        | Explain It To Me      |
| 2003 | How To Deal                   | Why Can't I?          |
| 2004 | Um Encontro Com Seu Ídolo     | Why Can't I?          |
| 2004 | De Repente 30                 | Why Can't I?          |
| 2004 | Um Presente Para Helen        | Extraordinary         |
| 2007 | Nancy Drew                    | Perfect Misfit        |
| 2012 | People Like Us                | Dotted Line           |